# Abdelaziz Dnibi
Abdelaziz Dnibi (Casablanca, 13 gennaio 1975) è un ex calciatore marocchino, di ruolo centrocampista.

## Carriera
Cresciuto calcisticamente in Marocco (con la quale prima Nazionale giovanile conta alcune presenze) e precisamente con l'Olympique Khouribga, viene acquistato dal Palermo nel novembre del 1996 proveniente dall'Al-Ahly, squadra del campionato egiziano, firmando un contratto triennale. In quell'unica annata in rosanero collezionò solo 2 presenze: una con la Cremonese subentrando a 9 minuti dalla fine e l'altra contro il Genoa già retrocesso, per un totale di 53 minuti. È stato il primo calciatore marocchino della storia della società rosanero.
La sua stagione fu molto travagliata, e il fatto che fosse musulmano praticante e che quindi dovesse seguire il Ramadan lo penalizzò in quanto l'allenatore Ignazio Arcoleo non lo faceva giocare (e ad esempio non lo convocò per il ritiro invernale svolto a Desenzano del Garda) ritenendolo fisicamente debole, «non in grado di sopportare i carichi di lavoro». Capendo che questo andava solo a suo sfavore, il centrocampista decise di sospendere il rituale del digiuno per gli ultimi quindici giorni, tornando a mangiare regolarmente; riprese il Ramadan in giugno, a campionato terminato.
Prosegue quindi la sua carriera in Svizzera con Baden e Solothurn, nei Paesi Bassi con l'Haarlem, in Singapore con il Geyland United e in Indonesia con lo PSIS Semarang.
Nel settembre del 2008 ha fatto un periodo di prova all'Avellino, non venendo tesserato.

## Vita privata
Nei Paesi Bassi sposò una donna di una religione diversa dalla sua, da cui successivamente divorziò.

## Palmarès

### Club

#### Competizioni nazionali
- Campionato egiziano: 1

Al-Ahly: 1995-1996
- Coppa d'Egitto: 1

Al-Ahly: 1995-1996

#### Competizioni internazionali
- Champions League araba: 1

Al-Ahly: 1996
- Coppa delle Coppe araba: 1

Ol. Khouribga: 1996